# احمد بن علی بن ابی‌طالب طبرسی
ابومنصور احمد بن علی بن ابی‌طالب طبرسی عالم، فقیه، متکلم و محدث شیعه در نیمهٔ اول سدهٔ ششم ه‍.ق و نویسندهٔ کتاب الاحتجاج است. تاریخ تولد و وفات او مشخص نیست، فقط با قرائنی و به نقل از سید محمد بحرالعلوم، با سنجیدن ولادت و وفات، معاصران و شاگردان، او را از رجالی می‌دانند که اوایل سدهٔ ششم ه‍.ق را درک کرده‌است. اصلیت او، ایرانی و بعضی از اهالی طبرستان و برخی اهل طبرس یا همان تفرش امروزی می‌دانند. وی مورد اعتماد شخصیت‌هایی چون شهید اول، شیخ حر عاملی و سیدمحمد بحرالعلوم و سید محمدباقر خوانساری صاحب روضات‌الجنات بوده که او را به صفات عالم، فاضل، فقیه، محدثِ ثقه، ستوده و او را از یاران بزرگ پیشینیان گفته‌اند. از شاگردان مشهور وی، ابن شهر آشوب، عالم بزرگ قرن ششم ه‍.ق است. طبرسی معاصر با ابوالفتوح رازی و فضل بن حسن طبرسی، صاحب کتاب تفسیر مجمع البیان بود. مقبرهٔ این دانشمند ایرانی در روستای افرا واقع در شهرستان قائمشهر قرار دارد.